# (3745) Petaev
(3745) Petaev ist ein Asteroid des Hauptgürtels, der am 23. September 1949 vom deutschen Astronomen Karl Wilhelm Reinmuth in Heidelberg entdeckt wurde.
Der Asteroid wurde nach Michail Ivanovich Petaev benannt, einem Geologen am Harvard-Smithsonian Center for Astrophysics.